# Harry Diboula
 (août 2024).
La mise en forme du texte ne suit pas les recommandations de Wikipédia : il faut le « wikifier ».
Les points d'amélioration suivants sont les cas les plus fréquents. Le détail des points à revoir est peut-être précisé sur la page de discussion.
- Les titres sont pré-formatés par le logiciel. Ils ne sont ni en capitales, ni en gras.
- Le texte ne doit pas être écrit en capitales (les noms de famille non plus), ni en gras, ni en italique, ni en « petit »…
- Le gras n'est utilisé que pour surligner le titre de l'article dans l'introduction, une seule fois.
- L'italique est rarement utilisé : mots en langue étrangère, titres d'œuvres, noms de bateaux, etc.
- Les citations ne sont pas en italique mais en corps de texte normal. Elles sont entourées par des guillemets français : « et ».
- Les listes à puces sont à éviter, des paragraphes rédigés étant largement préférés. Les tableaux sont à réserver à la présentation de données structurées (résultats, etc.).
- Les appels de note de bas de page (petits chiffres en exposant, introduits par l'outil «  Source ») sont à placer entre la fin de phrase et le point final[comme ça].
- Les liens internes (vers d'autres articles de Wikipédia) sont à choisir avec parcimonie. Créez des liens vers des articles approfondissant le sujet. Les termes génériques sans rapport avec le sujet sont à éviter, ainsi que les répétitions de liens vers un même terme.
- Les liens externes sont à placer uniquement dans une section « Liens externes », à la fin de l'article. Ces liens sont à choisir avec parcimonie suivant les règles définies. Si un lien sert de source à l'article, son insertion dans le texte est à faire par les notes de bas de page.
- La présentation des références doit suivre les conventions bibliographiques. Il est recommandé d'utiliser les modèles {{Ouvrage}}, {{Chapitre}}, {{Article}}, {{Lien web}} et/ou {{Bibliographie}}. Le mode d'édition visuel peut mettre en forme automatiquement les références.
- Insérer une infobox (cadre d'informations à droite) n'est pas obligatoire pour parachever la mise en page.

Pour une aide détaillée, merci de consulter Aide:Wikification.
Si vous pensez que ces points ont été résolus, vous pouvez retirer ce bandeau et améliorer la mise en forme d'un autre article.
Harry Diboula, né le 12 octobre 1962 à Paris 18e, est un auteur, compositeur, interprète français de zouk.
Il pratique depuis de longues années le piano, le chant, les arrangements et la programmation musicale.

## Biographie
Révélé en 1991 avec le tube Mise au point, il prend définitivement place parmi les grands artistes de la scène caribéenne en 1993 avec Tu me manques qui s’est vendu à près de 70 000 exemplaires. Avec six albums à son actif depuis 1987, il compose pour les plus belles voix : Jocelyne Labylle, Léa Galva, Jacques D’Arbaud, Jane Fostin, Edith Lefel, et participe aussi comme arrangeur, musicien et réalisateur entre autres du dernier opus de l’inoubliable Edith Lefel.
Récompensé non seulement par le public, il reçoit près d’une trentaine de prix et nominations dont plusieurs trophées SACEM, les Maracas d’or, le Trophée AFRICAR Music Award… Il vient tout juste d’être reconnu sociétaire professionnel par la SACEM.
En 2004, il sort l'album Dis-moi pourquoi pour lequel Harry s’est entouré des meilleurs comme Frédéric Wurtz à la réalisation, Stéphane Castry à la Basse ou encore, Yann Négrit à la guitare. Manu Lima (arrangeur cap-verdien) participe à un titre qu'Harry interprète en duo avec Betty Fonfeca. Un clin d’œil au continent africain duquel Harry s’est toujours montré très proche. Dans la lignée de cet album, un spectacle parisien puis une tournée live internationale est organisée en 2005 (Europe, Afrique, Caraïbes, USA, Canada).
En septembre 2021, une vingtaine d'artistes martiniquais dont Harry Diboula ont pris part au projet musical Le temps du vivre-ensemble initié par Guillaume de Reynal, président d'une association. Ce sont les paroles modifiées d'un poème d'Aimé Césaire. Mais cette chanson crée débat et est retirée. En effet, les réseaux sociaux se rappellent des propos jugés racistes publiés en 2009 par Guillaume de Reynal lors de la grève de février.

## Tournées et concerts majeurs
- 1989 Premier Zénith à Paris avec le groupe JM Harmony.
- 1996 Bercy passage très remarqué dans Le plus grand Zouk du monde.
- 1996 Première tournée en Haïti
- 1998 Centre culturel français à Abidjan
- 1998 Stade Omar Bongo au Gabon
- 2000 Tournée USA
- 2000 Invité d’honneur de la semaine de la Francophonie à Grenade
- 2001 Juin Concert Live Paris : présentation de l’album Je refuse.
- 2003 Tournée africaine
- 2024 Festival Baia das Gatas, Sao Vicente, Cap Vert

## Projets parallèles et collaborations
- Parle-moi d’elle Jocelyne Labylle,
- Je voudrais le garder Léa Galva,
- Pour un rendez-vous Jane Fostin.

Directeur du département Afro Caraïbes du label « Créon music » de 2002 à 2004 label de « Edith Lefel, Tanya St Val, Christiane Vallejo, etc. ».
2004 Lancement du Label Starfame Music 
1er artiste produit : Véronique Néret demi-finaliste de « Popstars Le Duel »
En 2012, il crée une société de conseil à Schœlcher.

## Discographie

### Album studio
- 1989 : Pou'w
- 1991 : Escapade
- 1993 : Classe affaire
- 1995 : Méli-Mélo
- 1998 : Tort ou raison
- 2001 : Je refuse
- 2004 : Dis-moi pourquoi
- 2011 : Je serai là pour toi

### Best Of
- 1994 : Gold
- 1999 : Le meilleur de Harry Diboula
- 2003 : Harry Diboula : Best Of
- 2009 : Entre vous et moi... de 1987 à 2009 (2CD)

## Filmographie
- 2015 : Rose et le soldat de Jean-Claude Barny : le pianiste

## Récompenses
- Nomination au trophée SACEM Martinique 1988 dans la catégorie "meilleur musique instrumentale" pour le titre Viens avec moi.
- Nomination au trophée SACEM Martinique 1989 dans la catégorie "meilleur compositeur".
- Nomination au Maracas d'or de Paris 1989.
- Trophée NewLand 1991 Guadeloupe.
- Micro d'or 1991 dans la catégorie "meilleure composition" pour Mise au Point.
- Nomination au trophée SACEM Martinique 1992 dans la catégorie "meilleur compositeur" pour Mise au point.
- Trophée Radio Caraïbe internationale (RCI) 1992 : meilleure composition "Mise au Point".
- Nomination Trophées SACEM 1993 "Succès de l'année" Avec le titre tu me manques".
- Trophée New Land 1993 Guadeloupe.
- Trophée AFRICAR Music Award (Afrique Caraïbe) Abidjan Côte d'Ivoire 1994 "album de l'année" pour l'album Classe affaire.
- Trophées SACEM 1998 "Chanson de l'année" avec le titre "Nouveau Monde"
- Trophée remis par Charles Aznavour.[Lequel ?]
- Trophées SACEM 1998 "Prix du centcinquantenaire" avec l'album Nouveau Monde.
- Trophées SACEM 2002 nomination succès de l’année pour le titre « je refuse »,
- Prix du public Dynamitch d’or 2001 album de l’année…